# Martin Leština
Martin Leština (* 25. dubna 1981) je český fotbalový obránce a bývalý mládežnický reprezentant. Velkou část kariéry strávil v klubu SK Dynamo České Budějovice.

## Klubová kariéra
Je odchovancem Dynama Č. Budějovice, kde byl v lednu 2000 zařazen do A-týmu. Na podzim 2006 hostoval v Příbrami.

## Reprezentační kariéra
Leština nastupoval za mládežnické výběry České republiky od kategorie do 15 let. Zúčastnil se Mistrovství světa ve fotbale hráčů do 20 let 2001 v Argentině, kde ČR prohrála ve čtvrtfinále 0:1 s Paraguayí.